# Захопёрский (Нехаевский район)
Захопёрский — хутор в Нехаевском районе Волгоградской области России, административный центр Захопёрского сельского поселения.
Население — 492 (2010).

## География
Хутор расположен у кромки Калачской возвышенности, относящейся к Восточно-Европейской равнине, на правом берегу реки Хопёр (напротив хутора Провоторовский), на высоте около 100 метров над уровнем моря. В пойме Хопра и по прилегающим склонам Калачской возвышенности - леса. Почвы — чернозёмы обыкновенные и пойменные нейтральные и слабокислые
В районе хутора имеется понтонный мост через реку Хопер [3].. По автомобильным дорогам расстояние до районного центра станицы Нехаевской — 17 км, до областного центра города Волгограда — 340 км, до ближайшего города Урюпинска — 39 км
Климат
Климат умеренный континентальный (согласно классификации климатов Кёппена - Dfb). Среднегодовая температура воздуха положительная и составляет + 6,9 °C. Средняя температура самого холодного января -8,9 °С, самого жаркого месяца июля +21,7 °С. Многолетняя норма осадков - 476 мм. В течение года количество осадков распределено относительно равномерно: наименьшее количество осадков выпадает в феврале (норма осадков - 27 мм), наибольшее количество - в июне (51 мм).
Часовой пояс
Захопёрский, как и вся Волгоградская область, находится в часовой зоне МСК (московское время). Смещение применяемого времени относительно UTC составляет +3:00.

## Население
Динамика численности населения по годам:
| 1989 | 2002 |
| ---- | ---- |
| ≈590 | 618  |

| 2010 |
| ---- |
| 492  |